# Distrito de Pucará (Lampa)
Pucará es un distrito de la provincia de Lampa, en el departamento peruano de Puno. En el año 2007 tenía una población de 6060 habitantes y una densidad poblacional de 11,3 personas por km². Abarca un área total de 537,6 km².
Desde el punto de vista jerárquico de la Iglesia católica forma parte de la Diócesis de Puno en la arquidiócesis de Arequipa.

## Geografía
Pucará se encuentra ubicado en las coordenadas 15°2′56″S 70°22′43″O / -15.04889, -70.37861. Según el INEI, este distrito tiene una superficie total de 537,6 km². Pucará se encuentra situada en el norte de la provincia de Lampa, en la zona norte del departamento de Puno y en la parte sur del territorio peruano. Su capital Pucará se halla a una altitud de 3887 m s. n. m..
| Noroeste: distrito de Ayaviri | Norte: distrito de Tirapata | Noreste: distrito de Nicasio                                                 |
| Oeste: distrito de Ayaviri    |                             | Este: distrito de Santiago de Pupuja y distrito de José Domingo Choquehuanca |
| Suroeste distrito de Palca    | Sur: distrito de Lampa      | Sureste: distrito de Nicasio                                                 |

## Demografía
Según el censo peruano de 2007, había 6060 personas residiendo en Pucará. La densidad de población era 11,3 hab./km².

## Autoridades

### Municipales
- 2015 - 2018[3]
  - Alcalde: Luis Alberto Sánchez Carrión, del Frente Amplio para el Desarrollo del Pueblo.
  - Regidores:

  1. David Quiza Cáceres (Frente Amplio para el Desarrollo del Pueblo)
  2. Magdalena Vilca Arapa (Frente Amplio para el Desarrollo del Pueblo)
  3. Leónidas Llano Barra (Frente Amplio para el Desarrollo del Pueblo)
  4. Jhonny Fredy Idme Ccasa (Frente Amplio para el Desarrollo del Pueblo)
  5. Alex Rodrigo Quispe Choque (Moral y Desarrollo)

## Atractivos turísticos

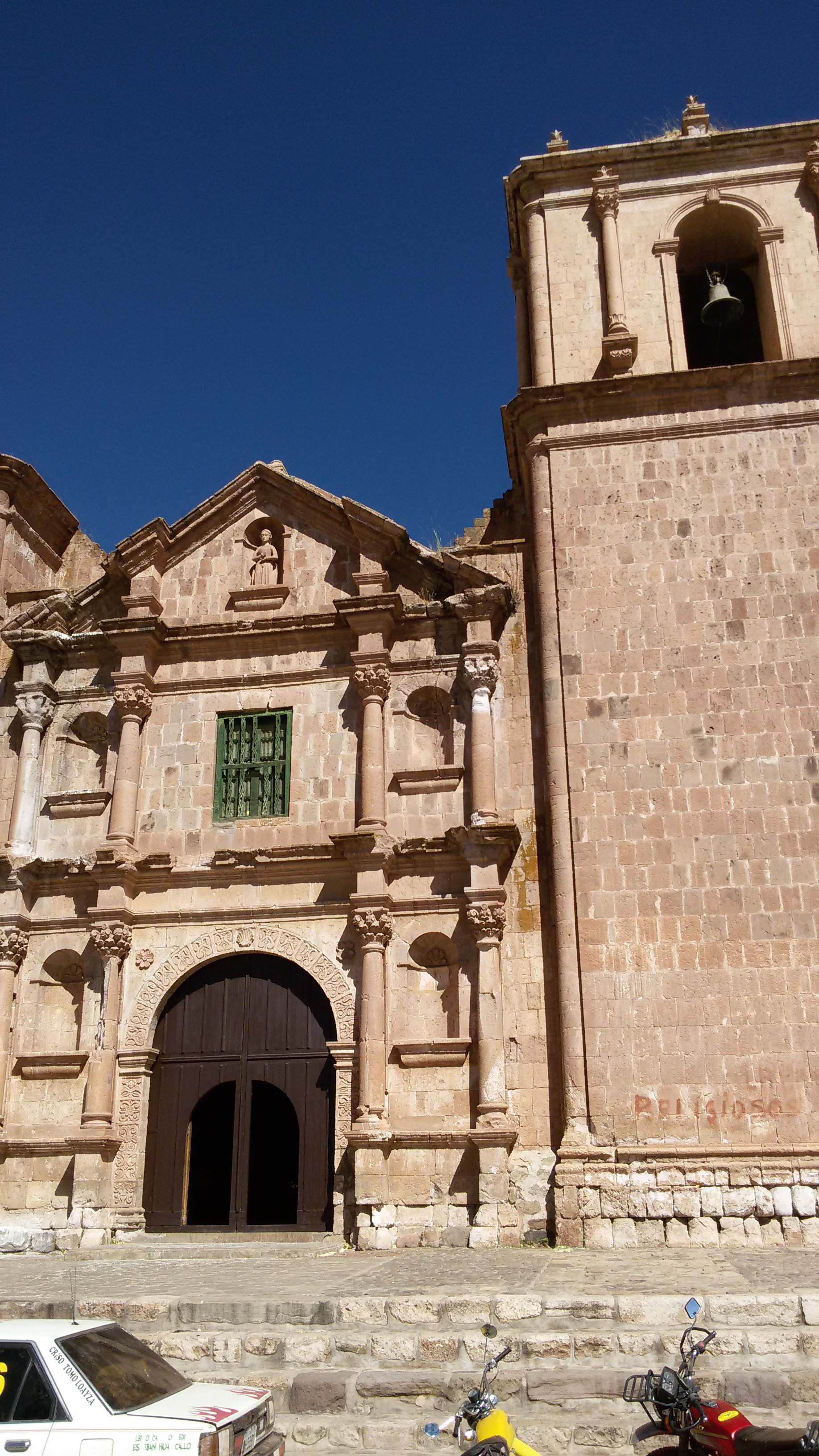
Iglesia barroca de Santa Isabel de Pucará, Perú.

- Bosque de queñuales y rodales de puya en sector de Cara Cara.
- Peñón de San Cayetano.
- Museo Lítico de Pukara.
- Iglesia católica de Santa Isabel.
- Complejo Arqueológico de Kalasaya.
- Las Chullpas de Vizcachani - Quepa.

### Cerámica
Considerado como el centro de cerámica más grande del sur del Perú.